# الفساد في تايلاند
يُعد الفساد في تايلاند قضية وطنية، حيثُ ينص القانون التايلاندي على عقوبات جنائية للإدانة بالفساد الرسمي. صرح المجلس العسكري التايلاندي لعام 2014، المجلس الوطني للسلام والنظام (NCPO)، أن مكافحة الفساد ستكون إحدى نقاط التركيز الرئيسية، وهي ممارسة شائعة للديكتاتوريات العسكرية في أعقاب الانقلابات العسكرية المتكررة في تايلاند. وعلى الرغم من الوعود، انخرط المسؤولون في ممارسات فاسدة مع الإفلات من العقاب، وانخرط مكتب مكافحة الفساد في ممارسات فاسدة بنفسه.
سجل مؤشر مدركات الفساد لعام 2023 الصادر عن منظمة الشفافية الدولية 180 دولة على مقياس من 0 («فاسد للغاية») إلى 100 («نظيف جدًا»)، أعطى تايلاند درجة 35. وعندما صنفت حسب النتيجة، احتلت تايلاند المرتبة 108 بين 180 دولة. في المؤشر، حيث يُنظر إلى الدولة التي احتلت المرتبة الأولى على أنها تتمتع بالقطاع العام الأكثر صدقًا. للمقارنة مع الدرجات العالمية، كانت أفضل درجة هي 90 (المرتبة 1)، وكان متوسط الدرجات 43، وأسوأ درجة كانت 11 (المرتبة 180). للمقارنة مع الدرجات الإقليمية، كانت أعلى درجة بين دول منطقة آسيا والمحيط الهادئ 85، وكان متوسط الدرجات 45 وأدنى درجة 17.
«على الرغم من أن تايلاند لديها الإطار القانوني ومجموعة من المؤسسات لمكافحة الفساد بشكل فعال، إلا أن جميع مستويات المجتمع التايلاندي لا تزال تعاني من الفساد المستشري.»
قامت مجلة يو إس نيوز آند وورد ريبورت في إصدار 2022 من تصنيفات أفضل البلدان، بتقييم التصورات العالمية لـ 85 دولة متقدمة بناءً على سمات 73 دولة. في سمة البلد «غير فاسدة»، سجلت البلدان على مقياس من 1 إلى 100 ثم رتبت حسب النتيجة. احتلت تايلاند، التي حصلت على درجة عدم فساد بلغت 64.3، المرتبة رقم 35 في قائمة الدول الأقل فسادًا، حيث كان يُنظر إلى الدولة رقم 1 (السويد، بدرجة 100) على أنها الأقل فسادًا على الإطلاق. ومن بين 16 دولة آسيوية قيمت، احتلت تايلاند المرتبة الرابعة، حيث حصلت الدولة الآسيوية التي حصلت على أفضل درجة على عدم الفساد، وهي اليابان، على 99.9.

## الديناميات
أدى التقاطع بين قطاع الأعمال والحكومة إلى انتشار استخدام الرشاوى في معظم القطاعات في جميع أنحاء البلاد. الرشوة وتضارب المصالح أمران شائعان داخل القطاعين الخاص والعام في تايلاند. السياسة المالية في تايلاند، «تدفق الأموال داخل المشهد السياسي»، تنبع من العدد الكبير من الترابط بين قطاع الأعمال والقطاع السياسي. وعلى الرغم من قوانين مكافحة الفساد، إلا أن البيروقراطية الحكومية غير فعالة في تطبيقها.
وفي استطلاع أجرته جامعة غرفة التجارة التايلاندية بين رجال الأعمال الذين يتعاملون مع البيروقراطيين الذين يحددون منح العقود، فإن 25 بالمائة زائد هو متوسط الرسوم المدفوعة من تحت الطاولة من أجل تأمين عقد من الوكالات الحكومية. وأظهر الاستطلاع أن 78 بالمئة من رجال الأعمال الذين شملهم الاستطلاع اعترفوا بأنه يتعين عليهم دفع «رسوم» قالوا إنها تبدو أنها تزايدت في السنوات الأخيرة. ادعى بعض رجال الأعمال أن المعدل الذي يتقاضاه حراس البوابات الأكثر جشعًا على العقود يصل إلى 40 بالمائة.
وينتشر فساد الشرطة على نطاق واسع. كانت هناك حالات عديدة في عام 2016 لرجال الشرطة المتهمين بالاختطاف والتحرش الجنسي والسرقة والمخالفات. اعتقلت السلطات ضباط شرطة وأدانتهم بتهم الفساد والاتجار بالمخدرات والتهريب وانتهاك حقوق الملكية الفكرية.
ينتشر الفساد في كل مكان في تايلاند، لدرجة أن المجموعة التايلاندية، منظمة مكافحة الفساد في تايلاند (ACT)، أنشأت في عام 2015 «متحفًا للفساد التايلاندي» في مركز بانكوك للفنون والثقافة. وفقًا للسيد مانا نيميتمونجكول من ACT، «تايلاند بلد يتمتع بثقافة المحسوبية...لقد شهدت أجيال عديدة الفساد واعتادت عليه،...أردنا إنشاء المتحف لنقول للغشاشين أن الأشياء لقد فعلوا أشياء شريرة - سيتم تسجيلهم في تاريخ تايلاند، ولن ينساهم الشعب التايلاندي ولن يغفر لهم أبدًا.» يتهم بعض النقاد أن المتحف لا يذهب إلى أبعد من ذلك. ظهرت العشرة «... أعمال الكسب غير المشروع سيئة السمعة التي تتورط فيها الحكومة. ولا يمس أي منها الجيش أو قطاع الأعمال.»
أفاد مقياس الفساد العالمي 2020 أن 24% من المشاركين في الاستطلاع دفعوا رشوة مقابل خدمات عامة، واستخدم 27% اتصالات شخصية للحصول على خدمات عامة، وعُرض على 28% رشوة مقابل أصواتهم في الأشهر الـ 12 الماضية.:53

## حرب المجلس العسكري على الفساد 2014
أعلن رئيس الوزراء برايوت تشان أوتشا في 2 يونيو 2014، «الحرب على الفساد» بعد الاستيلاء على السلطة في انقلاب 2014 وتشكيل المجلس العسكري، المجلس الوطني للسلام والنظام (NCPO) لحكم تايلاند. وجعل برايوت هذه القضية أحد مجالات التركيز في رئاسته للوزراء. وفي المرة الأولى التي تحدث فيها في برنامجه التلفزيوني الأسبوعي «إعادة السعادة للشعب» في أغسطس 2014، وصف الفساد بأنه «متجذر في المجتمع التايلاندي،...» وقدم وعودًا بمحاربته.
ومع ذلك، فقد انخرط NCPO في ممارسات فساد رفيعة المستوى بنفسه، بما في ذلك فضيحة المحسوبية التي تورط فيها شقيق برايوت، وصفقة غواصات مشكوك فيها مع الصين والتي تعرضت لانتقادات واسعة النطاق. جادل العديد من النقاد بأن موقف المجلس العسكري الغامض «الصارم ضد الفساد» قد استغل للتخلص من أولئك الذين يُنظر إليهم على أنهم تهديد للمجلس العسكري الحاكم.

### وكالات مكافحة الفساد التايلاندية
لا تفتقر تايلاند إلى الوكالات الحكومية المكلفة بمكافحة الفساد. وتضم سبعة: لجنة الانتخابات؛ ومكتب المراجع العام في تايلاند؛ وهيئة مكافحة الفساد في القطاع العام؛ واللجنة الوطنية لمكافحة الفساد (NACC)؛ الشرطة الملكية التايلاندية (RTP)؛ إدارة التحقيقات الخاصة؛ ومكتب النائب العام. وقال برايوت إنه يود رؤية المزيد من التكامل والتعاون بين الوكالات.
تحدث المجلس العسكري كثيرا عن الحاجة إلى تطهير الفساد، ليس فقط بين الساسة في البلاد، بل في المجتمع ككل. وفي حين اعتقل عدد قليل من الشخصيات البارزة للمتهمين بالفساد أو الاتجار بالبشر، فقد ركز المسؤولون إلى حد كبير على قضايا النظام العام على نطاق صغير، مثل حظر استئجار كراسي الاستلقاء للتشمس على الشواطئ العامة أو إبعاد البائعين عن بعض أرصفة بانكوك.
أعلن مكتب هيئة مكافحة الفساد في القطاع العام (PACC) عن خطط في نوفمبر 2015 لنشر دليل حول إجراءات التحقيق في الفساد في محاولة لتقصير عملية التحقيق. أعلن مدير القطاع الرابع من شرطة PACC، المقدم وانوب سومجينتاناكول، أن جامعة ماهيدول وجامعة رانجسيت ووكالات أخرى لمكافحة الفساد تشارك في تأليف الدليل. وقال السيد سانيابونج ليمبراسيرت، أستاذ القانون من جامعة رانجسيت، إنه من المتوقع أن يضع الدليل نفس المعايير لجميع قضايا الفساد ويقلل الوقت الذي تستغرقه التحقيقات. والمقصود منه أيضًا أن يكون بمثابة دليل إرشادي للسلطات عندما تفكر في اتخاذ إجراءات قانونية ضد أي فرد يشتبه في تورطه في الفساد. وكان من المقرر نشر الدليل في مايو 2016.

### حملة 2016 على الفساد
أعلنت الحكومة التايلاندية في ديسمبر 2015، عن حملة قمع ضد «... الأشخاص ذوي النفوذ الفاسدين». وبناءً على طلب من رئيس الوزراء برايوت، قامت الشرطة ووكالات المخابرات ووزارة الداخلية بتجميع قائمة بالأشخاص المستهدفين. يقول نائب رئيس الوزراء براويت وونغسوان إنه سيتم «التحقق من» الأسماء وفي فبراير-مارس 2016 ستبدأ الحملة القمعية.

### انتقاد المجلس العسكري
حصل برايوت على الفضل في القضاء على الفساد ويلقي باللوم على الاقتصاد الضعيف في تعامله مع الفساد في تايلاند: قال برايوت في 5 يونيو 2015 في خطاب متلفز على المستوى الوطني: «اليوم يتباطأ الاقتصاد لأنه في السابق كان لدى الجميع المال لإنفاقه». «لكن لدينا مشكلة الآن،... السبب هو أن بعض الناس ينفقون أموالاً من أعمال غير مشروعة وأموالاً من الاحتيال. والآن جاءت الحكومة لتضع الأمور في نصابها الصحيح، مما تسبب في اختفاء تلك الأموال.»
وأكد العديد من النقاد أن خطاب المجلس العسكري بشأن الفساد لم يكن أكثر من مجرد ذريعة للاحتفاظ بالسلطة. «ما فعله الجيش... هو تكثيف خطاب مكافحة الفساد، وجزء من ذلك هو تفسير سبب أداء الاقتصاد دون إمكاناته... هناك القليل من الأدلة على جبهة السياسة على أن الحكومة العسكرية لقد أحرزت تقدمًا كبيرًا في جعل مؤسسات الدولة أو الخدمة المدنية أكثر عرضة للمساءلة أمام الجمهور.» قالت أمبيكا أهوجا، المحللة المقيمة في لندن في مجموعة أوراسيا، وهي مستشارة للمخاطر السياسية. وقال أمبيكا إن إلقاء اللوم على الفساد هو ممارسة معتادة في عمليات الانقلاب العسكري في تايلاند. «كل حكومة عسكرية تستخدمه كأحد الأسباب، إن لم يكن السبب الرئيسي، لشن انقلاب. إنه يبرر الاستيلاء على السلطة.» وقد تأكدت آراء أهوجا في نوفمبر 2015، عندما اندلعت عاصفة إعلامية بسبب الفساد المزعوم في البلاد. مشروع حديقة راجاباكتي في هوا هين.
وجادل النقاد أيضًا بأن موقف المجلس العسكري من الفساد استخدم للتخلص من المعارضة السياسية. وكانت القضية الأبرز هي تهمة الفساد المزعومة المتعلقة بسوء التعامل مع سياسة دعم الأرز والتي وجهت ضد رئيسة الوزراء السابقة ينغلاك شيناواترا، التي أطاح المجلس العسكري بحكومتها المنتخبة ديمقراطيا في عام 2014. كما اتُهم أعضاء آخرون في حكومة ينجلوك بالفساد بسبب سياسة الأرز، حيث تلقى اثنان من وزراء ينجلوك حكماً مذهلاً بالسجن لمدة 42 و36 عاماً بتهم الفساد على التوالي. لقد شككوا في شرعية التهم منذ بدايتها، وأشار النقاد إلى الأحكام القاسية بشكل غير عادي كمؤشر على أنها كانت ذات دوافع سياسية.
في يناير 2017، ادعى «مؤشر حالة الفساد» (CSI) التابع لجامعة التجارة التايلاندية في تايلاند أن الفساد الوطني آخذ في الانخفاض، حيث وصل إلى أدنى مستوى له منذ ست سنوات. ادعى UTCC أن الفساد بدأ يتراجع في النصف الأخير من عام 2014 بعد أن استولى الجيش على السلطة وشكل حكومة يسيطر عليها المجلس العسكري. منذ ذلك الحين، ذكرت UTCC أن الخسائر السنوية المنسوبة إلى الفساد بلغت في المتوسط 120 مليار باهت، بانخفاض عن حوالي 300-400 مليار باهت في السنوات السابقة.
أظهر مؤشر الفساد الدولي الصادر عن منظمة الشفافية الدولية عدم وجود أي تغيير في مؤشر الفساد الخاص بهم في تايلاند بين عامي 2014 و2015، وأن الفساد تفاقم فعليًا من عام 2015 إلى عام 2016. كما لاحظت وكالات فساد أخرى تراجعًا في الشفافية منذ انقلاب 2014، خاصة في النظام القضائي وفي المجتمع المدني حيث يتم تقييد وسائل الإعلام وتأثيرها على الحكومة العسكرية ويتم قمع انتقادات النظام الحالي بشدة.
وعلى المستوى الشعبي، لجأ المواطنون الساخطون على طبيعة الفساد التايلاندي الراسخة على ما يبدو إلى وسائل أخرى للتعبير عن استيائهم من الوضع الراهن الفاسد، بما في ذلك استخدام الكتابة على الجدران.